# Agrilus andrusi
Agrilus andrusi (лат.) — вид узкотелых жуков-златок.

## Распространение
Китай, Лаос.

## Описание
Длина тела взрослых насекомых (имаго) 5,2—6,8 мм. Отличаются дугообразно соединёнными вершинами надкрылий и увеличенными простернальным выступом. Тело узкое, основная окраска со спинной стороны тёмно-бронзовая с зеленоватым отблеском. Переднегрудь с воротничком. Боковой край переднеспинки цельный, гладкий. Глаза крупные, почти соприкасаются с переднеспинкой. Личинки развиваются на различных лиственных деревьях. Встречаются с апреля по июнь на высотах от 1000 до 1300 м. Валидный статус был подтверждён в ходе ревизии, проведённой в 2011 году канадскими колеоптерологами Эдвардом Йендеком (Eduard Jendek) и Василием Гребенниковым (Оттава, Канада).